# Lundströmsee
Lundströmsee är en sjö i Antarktis. Den ligger i Östantarktis. Argentina och Storbritannien gör anspråk på området. Lundströmsee ligger 640 meter över havet.